# 桿石目
桿石目（學名：Bactritida），又名桿棱石目，是頭足綱下已滅絕的一個目，由直角石目於泥盆紀演化而來，持續生存到三疊紀後滅絕。牠們被認為是鸚鵡螺類演化成菊石和蛸亞綱（箭石、魷魚、墨魚和章魚等）的過渡類型。桿石類在分類學上的地位仍無定論，有些學者將桿石目歸類為鸚鵡螺亞綱，有些則將其歸入菊石亞綱，還有學者將桿石類獨立成一個亞綱──桿石亞綱（學名：Bactritoidea）。

## 特徵
桿石類的殼形介於直角石式殼和弓角石式殼之間，牠們在水中可能是頭向下垂直生活的，如同某些直角石類如米契林角石和Buttsoceras等。從其殼形可推測牠們應該不是活躍的游泳者，而是隱藏在海藻中的潛伏突擊者。

## 分類[1]
桿石目下包括二科及二個地位未定屬：
- 桿石科 Bactritidae
- 副桿石科 Parabactritidae
- 屬 Cochleiferoceras
- 屬 Cyclobactrites